# Percy Shakespeare

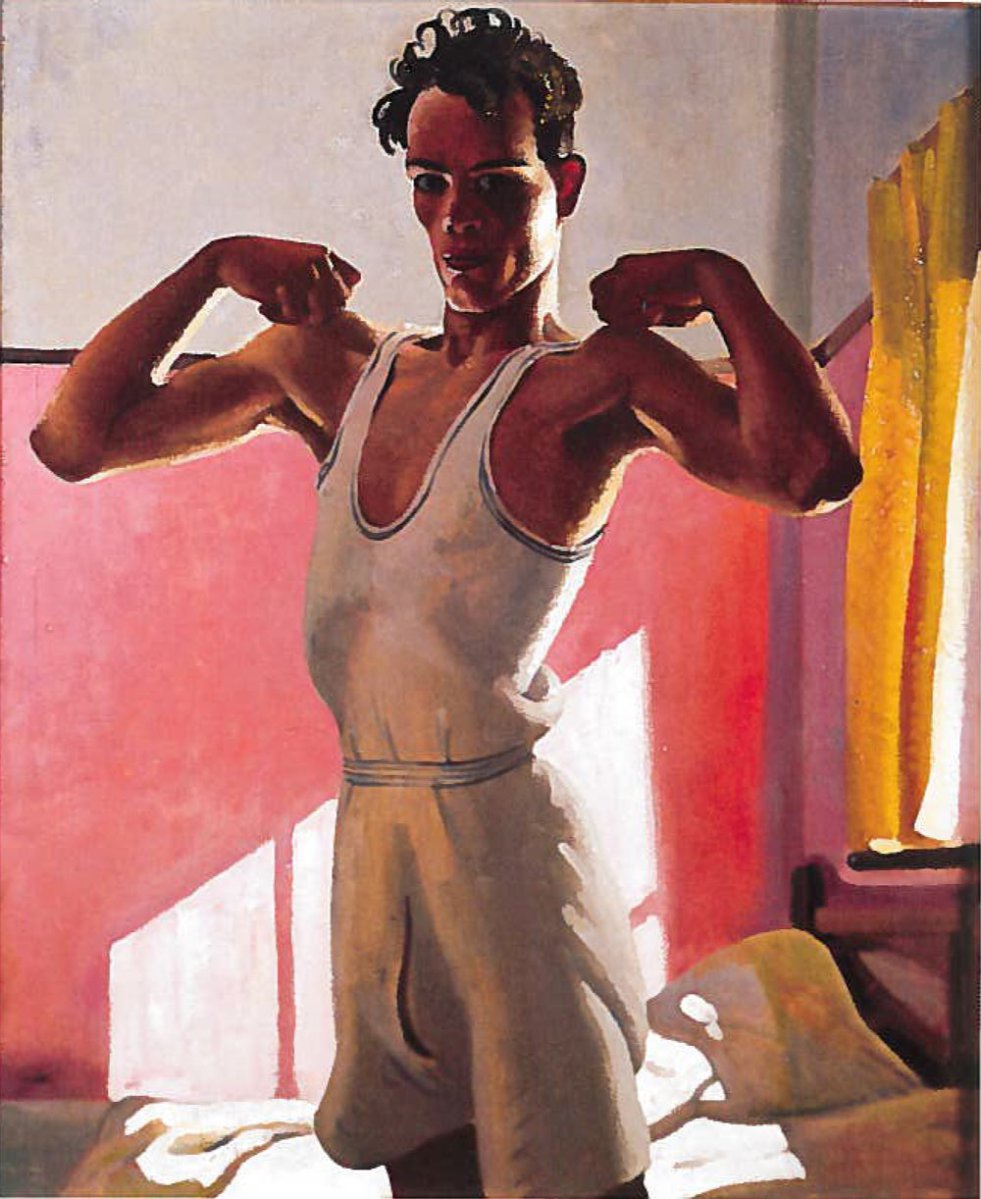
Morning exercise, zelfportret Percy Shakespeare, 1934.

Percy Shakespeare (Dudley, 28 februari 1906 – kust van Zuid-Engeland, nabij Brighton, 25 mei 1943) was een Brits kunstschilder en keramist. Hij overleed in de Tweede Wereldoorlog tijdens een Duitse luchtaanval.

## Leven en werk
Shakespeare werd geboren in een sloppenwijk van Dudley, in een armelijk arbeidersgezin, als vierde van acht kinderen. In 1920 maakte hij bij toeval kennis met Ivo Shaw, de directeur van de Dudley Art School, die zijn exceptionele tekentalent onderkende. Shaw maakte het de jonge Shakespeare mogelijk aan zijn school te komen studeren en onttrok hem daarmee aan zijn milieu. Van 1923 tot 1927 bezocht hij de Birmingham School of Art, waar hij zich vooral toelegde op anatomisch tekenen en een lerarenbevoegdheid verwierf. Vervolgens zou hij lesgeven in Birmingham en Kidderminster.
Shakespeare bleef naast zijn lesgeven ook zelf veel schilderen en trok de aandacht met een geheel eigen kleurvolle modern-realistische stijl. In 1933 exposeerde hij voor het eerst bij de Royal Academy of Arts met zijn portret Mulatto en ook later in de jaren dertig zou hij er nog meerdere werken tentoonstellen. Ook werd een werk van hem geaccepteerd door de Parijse salon. In 1936 werd hij gekozen tot lid van de Royal Birmingham Society of Artists. Al die tijd woonde en werkte hij in Dudley, waar hij het plaatselijke leven vaak als thema nam en de lokale inwoners als model. Vaak schilderde hij mensen tijdens bezigheden in hun vrije tijd, daarnaast maakte hij veel portretten en zelfportretten. Zijn kleine kamer in zijn ouderlijk huis diende als zijn atelier.
Bij het uitbreken van de Tweede Wereldoorlog werd Shakespeare opgeroepen voor militaire dienst, bij de Royal Navy. Hij werd gestationeerd aan de Zuidkust van Engeland, waar hij overigens gewoon ook doorging met schilderen. In mei 1943 wandelde hij in zijn eentje over de rotsen bij de kust toen de Duitse Luftwaffe een luchtaanval uitvoerde. Daarbij werd hij dodelijk getroffen, 37 jaar oud.
Diverse van Shakespeares werken zijn thans te zien in het Dudley Museum and Art Gallery. De aandacht voor zijn werk nam sterk toe nadat de BBC in 2009 een programma aan hem wijdde.

## Galerij

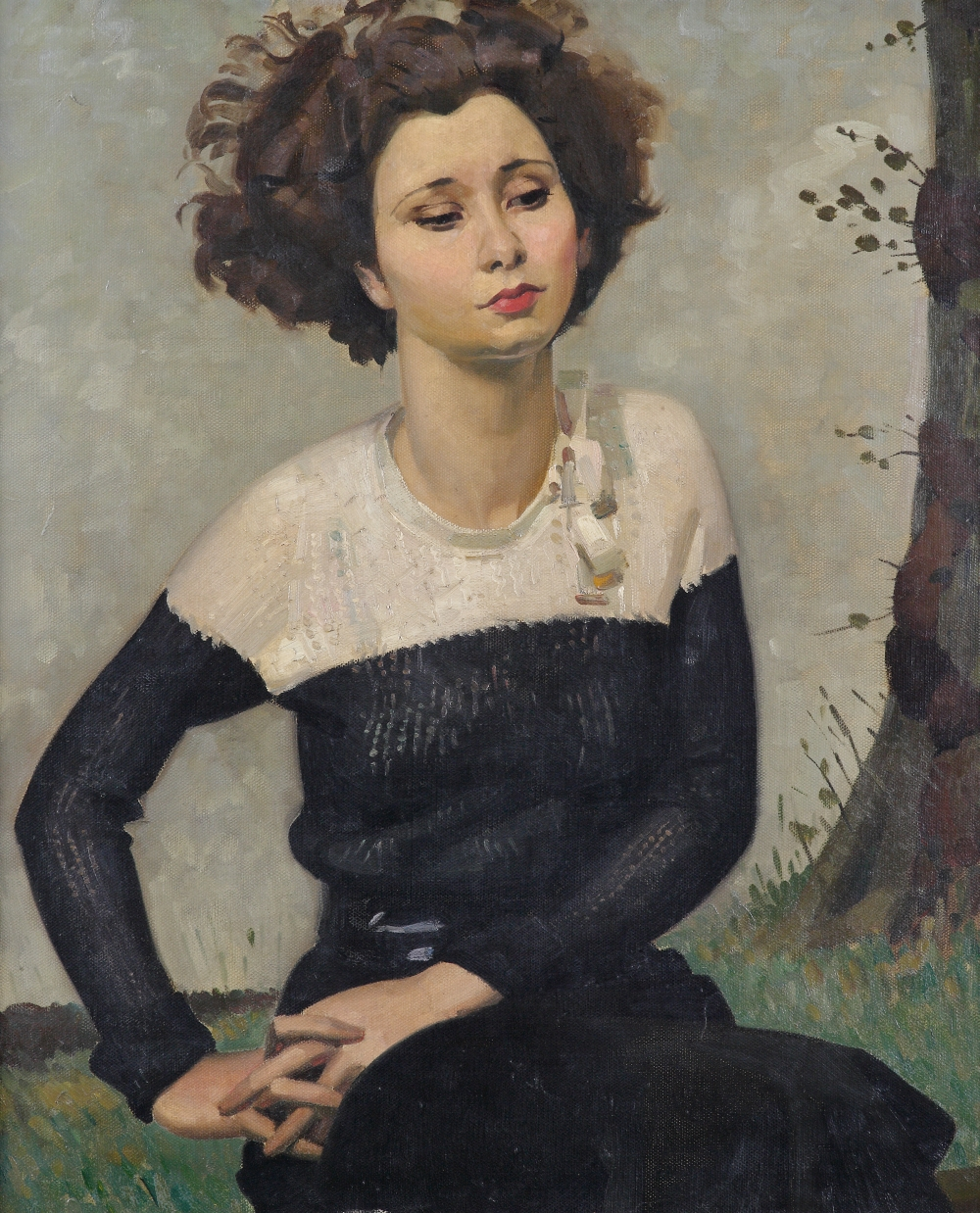
A Mulatto
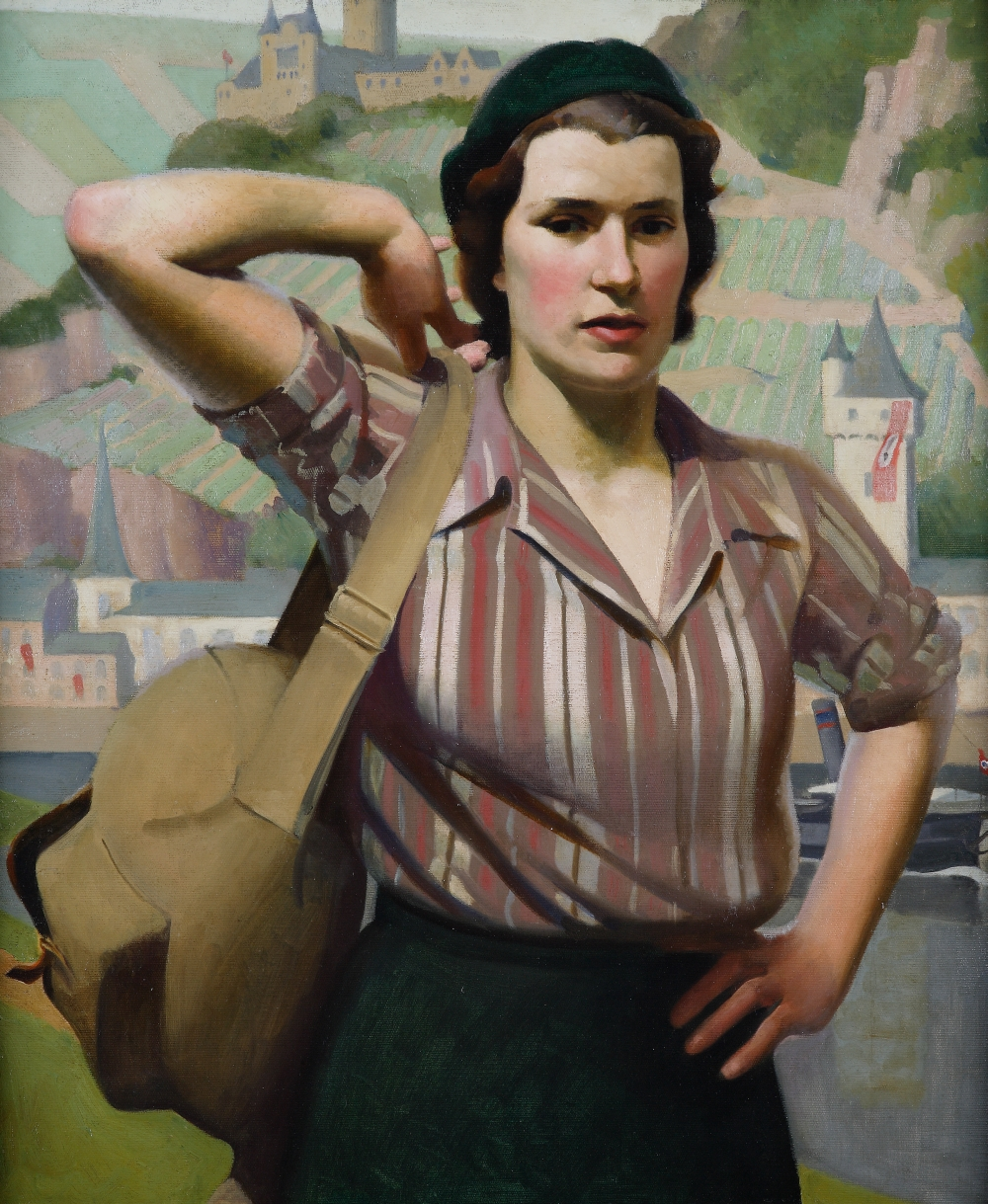
On the Rhine
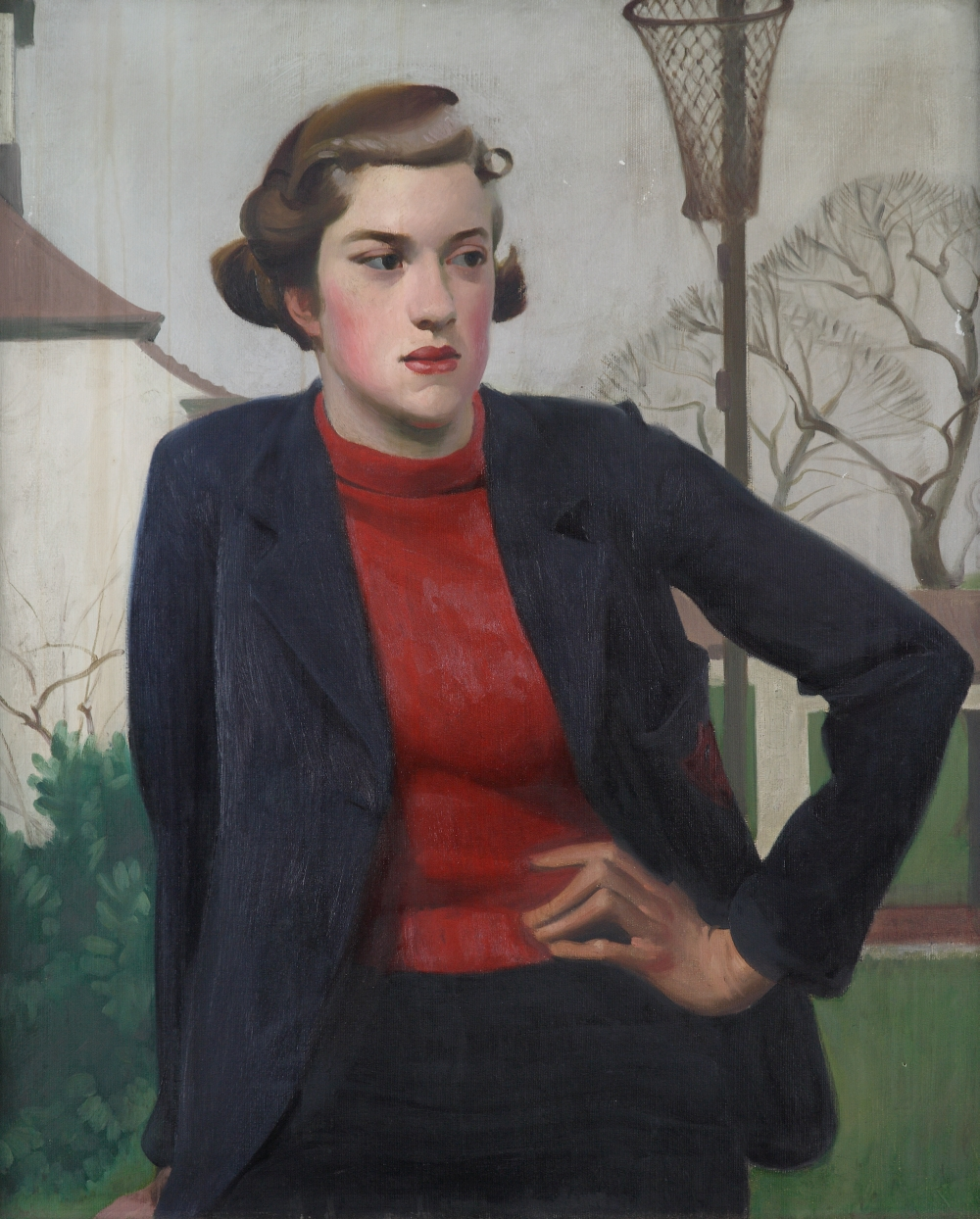
Schoolgirl
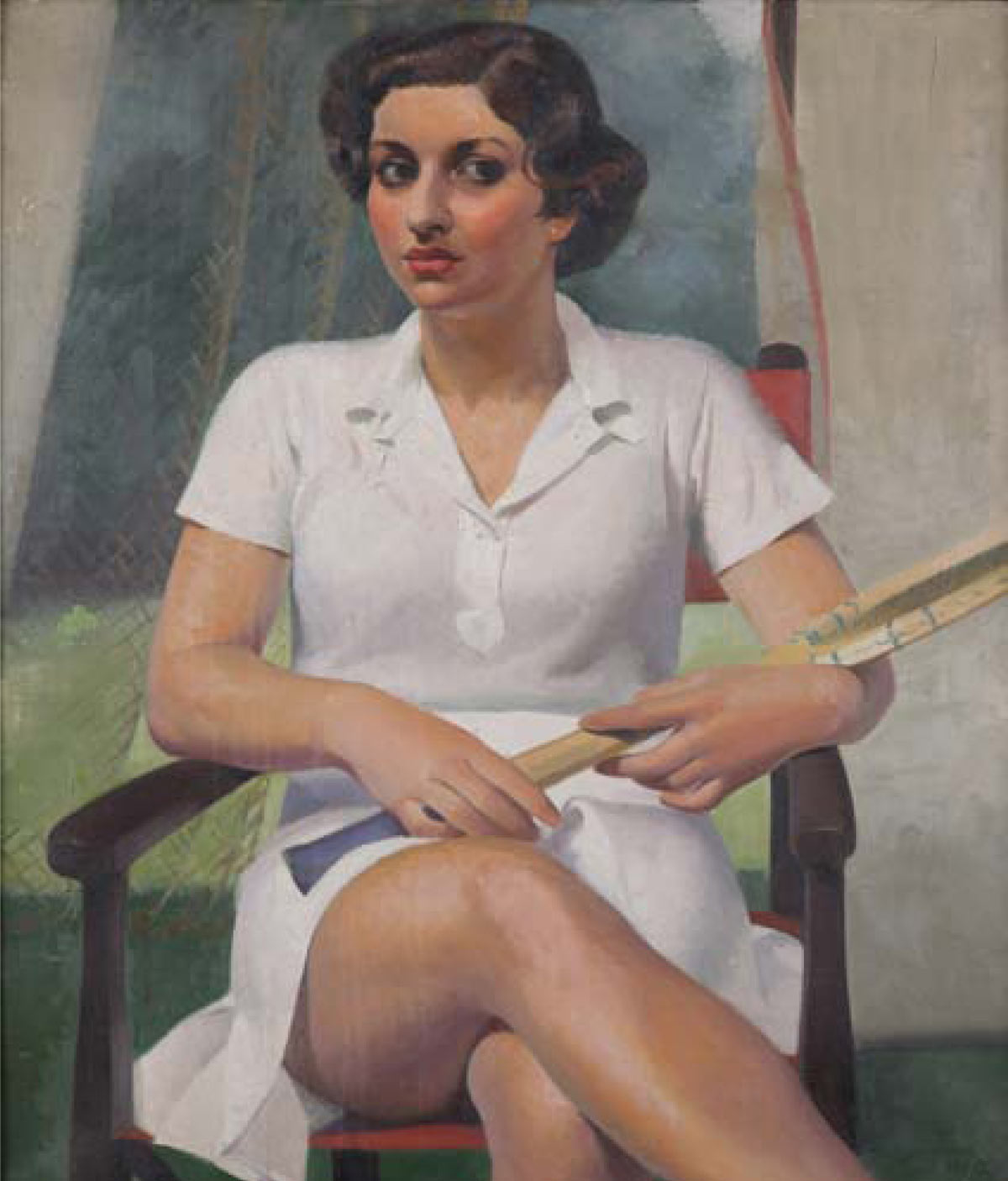
The Tennis Player
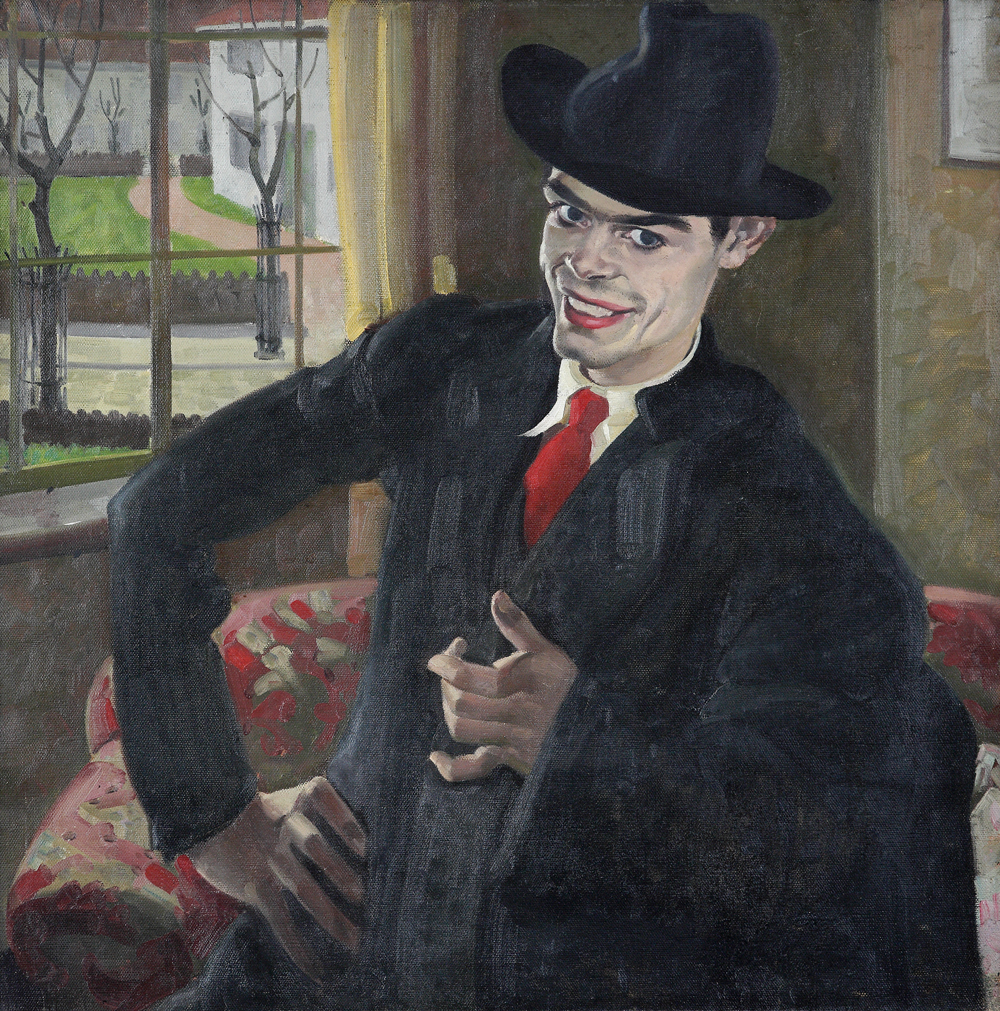
Mephistopheles (zelfportret)
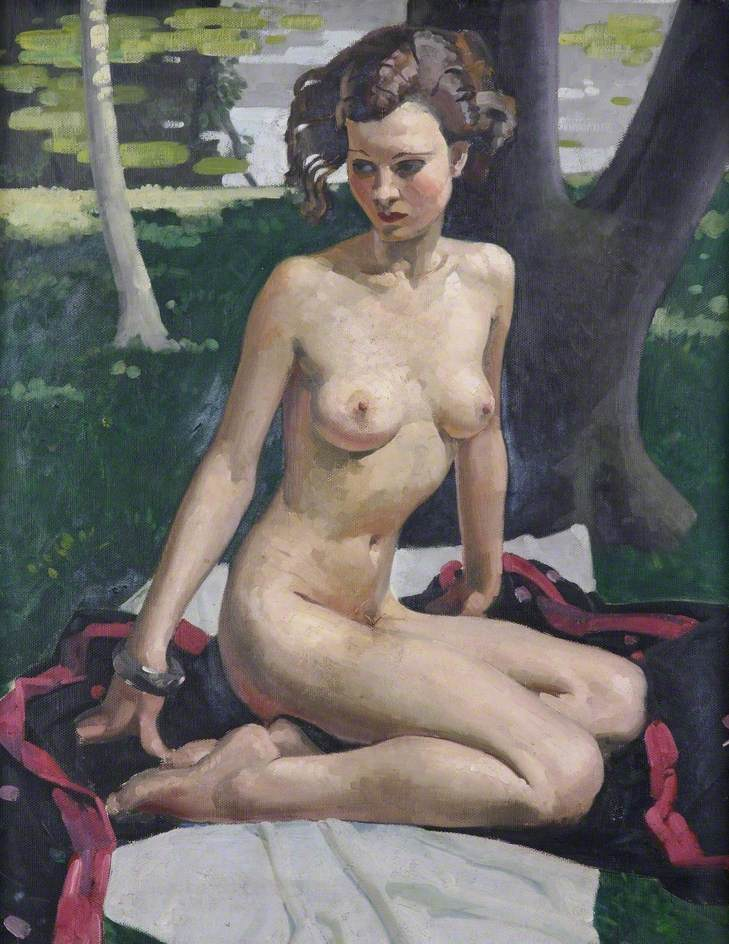
Seated Nude (Summer)
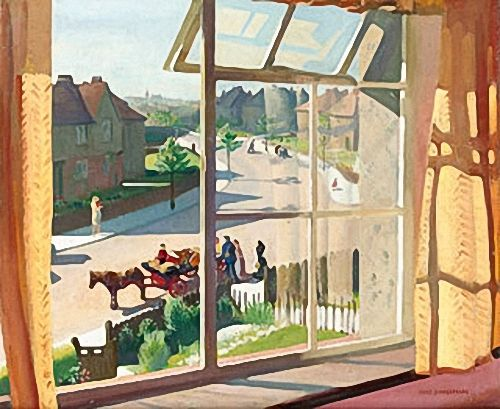
View from the Artist's Bedroom
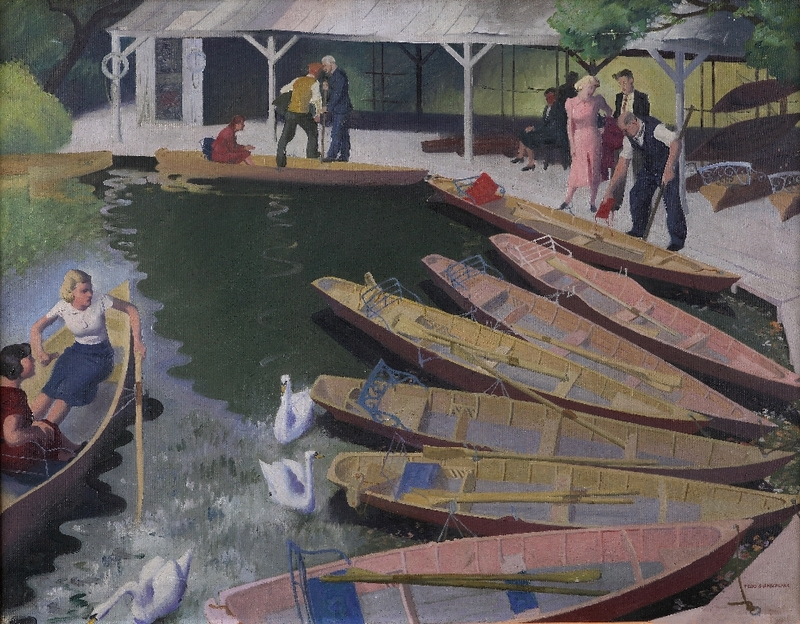
The Boat Shed
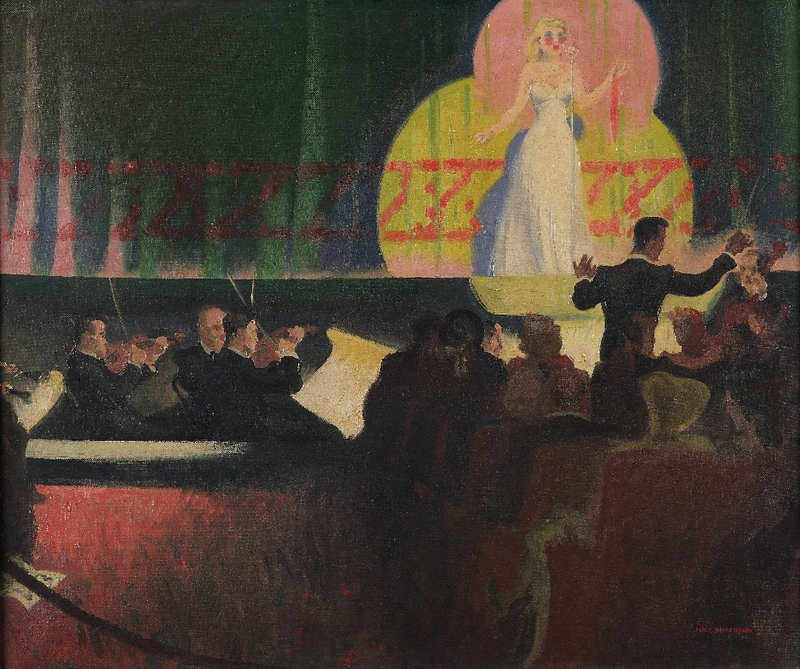
The Crooner
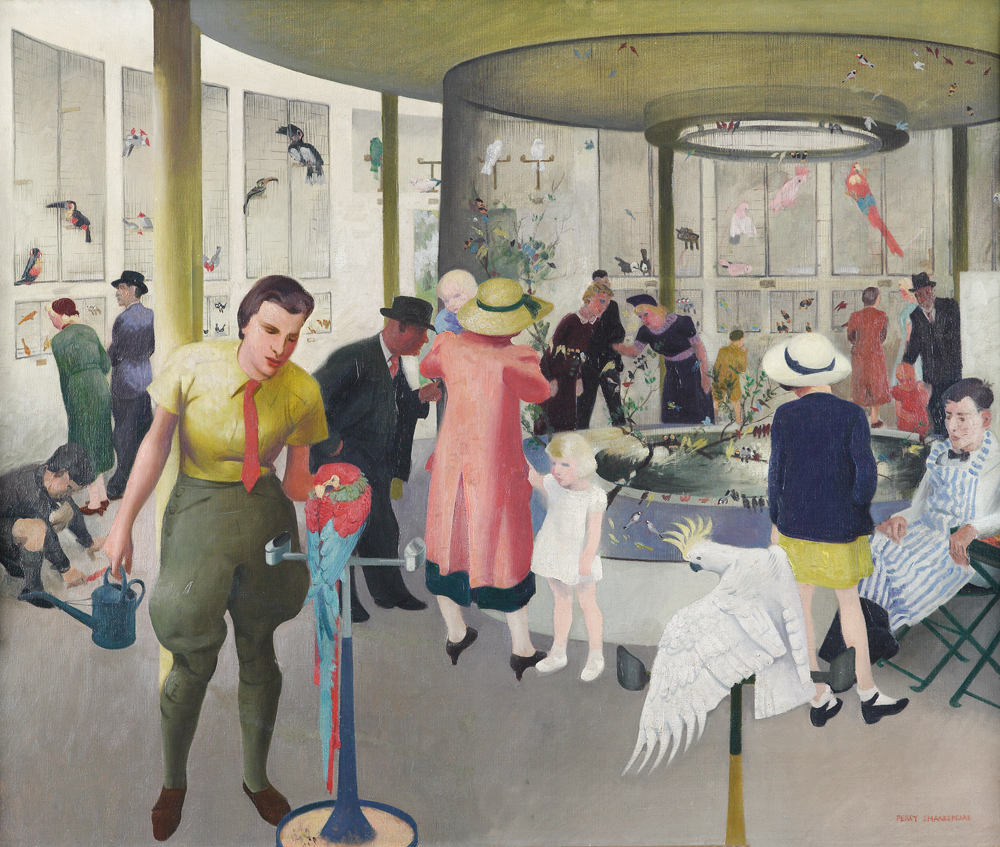
Tropical Bird House, Dudley Zoo